# Щучанське міське поселення
Щуча́нське міське поселення (рос. Щучанское городское поселение) — міське поселення у складі Щучанського району Курганської області Росії.
Адміністративний центр та єдиний населений пункт — місто Щуче.
Населення міського поселення становить 9775 осіб (2017; 10973 у 2010, 10602 у 2002).